# 1 Live
1 Live – niemiecka stacja radiowa jest skierowana dla młodzieży, należąca do Westdeutscher Rundfunk (WDR), publicznego nadawcy radiowo-telewizyjnego działającego w kraju związkowym Nadrenia Północna-Westfalia.

## Dostępność
W swoim macierzystym kraju związkowym stacja dostępna jest w analogowym i cyfrowym przekazie naziemnym, a także w sieciach kablowych. Ponadto można jej słuchać w Internecie oraz w niekodowanym przekazie z satelity Astra 1M.